# Rootmolen
De Rootmolen is een watermolen op de Mombeek, gelegen aan de Herestraat 11 te Vliermaalroot. Ze bevindt zich tussen de Wintershovenmolen en de Bombroekmolen.
Deze onderslagmolen fungeerde als korenmolen.

## Geschiedenis
Reeds in de 13e eeuw was er sprake van een watermolen te Vliermaalroot. Het oudste document dat van een dergelijke molen gewag maakt dateert uit 1284 en spreekt van een leenroerige molen. Van begin 14e tot eind 18e eeuw sprak men van de Vranckenmolen, dat verwijst naar de voormalige eigenaar Franco van Rendelborne. Tot begin 18e eeuw was de molen eigendom van de Heren van Guigoven, en werd hij verpacht aan molenaars. Daarna waren de molenaars tevens eigenaar van de molen. Molenaar Henri-Joseph Knapen (1861-1951) was vijfentwintig jaar lang burgemeester van Vliermaalroot.
Na 1800 kwam de naam Rootmolen in zwang. Vanaf 1822 werd er, naast graan, ook mout gemalen, ten behoeve van plaatselijke brouwerijen. In 1946 werd de molen gemoderniseerd, waarbij de houten sluis door een betonnen constructie werd vervangen. Het huidige rad werd in 1955 vervaardigd. In 1971 werd de molen stilgelegd, waarna verval optrad. Restauratie volgde van 1989-1990, waarbij het binnenwerk van een in 1919 ontmantelde watermolen uit Glaaien werd gebruikt. Sindsdien is de molen weer maalvaardig.

## Heden
Het molenaarshuis stamt uit het 1e kwart van de 20e eeuw en het molenhuis uit de eerste helft van de 19e eeuw, maar dit werd later sterk gewijzigd. Beide gebouwen zijn samengevoegd tot één geheel, en er werd een vakantiewoning ingericht in de voormalige graanzolder van het molenhuis. Er bestaan plannen om met de molen elektriciteit op te wekken.

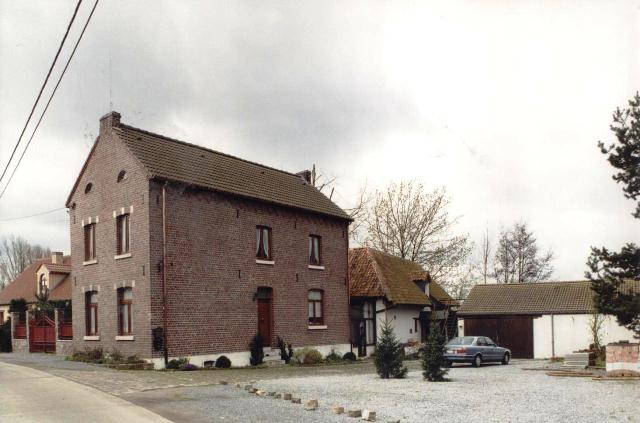
Molenaarshuis in 1998
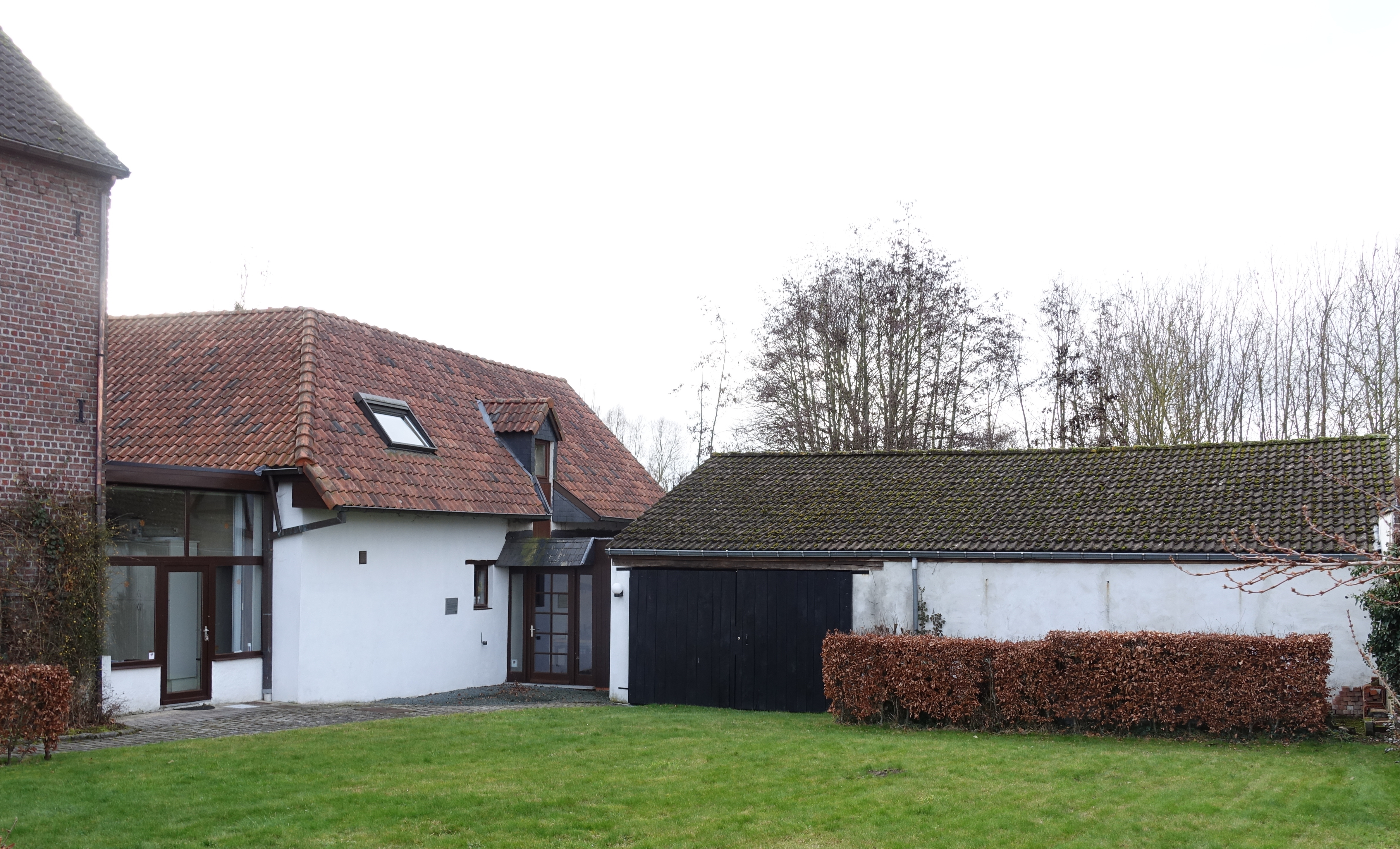
Rootmolen straatkant

- Inventaris van het Bouwkundig Erfgoed (Vlaanderen): 32375